# Huang Xianfan
Huang Xianfan (chiń. 黄现璠; pinyin Huáng Xiànfán; nazwisko pierwotne: Gan Jinying, chiń. 甘锦英; ur. 13 listopada 1899 w Fusui w Kuangsi; zm. 18 stycznia 1982 w Guilin w Kuangsi) – chiński (należał do narodu Zhuang) historyk, etnolog, antropolog, działacz społeczny. Często uważany za jednego z najwybitniejszych chińskich antropologów współczesnych.

## Życiorys
W latach 1926–1935 studiował historię na Beijing Normal University w Pekinie. Następnie do roku 1935 kontynuował studia historyczne na Cesarskim Uniwersytecie w Tokio. Po powrocie do Chin rozpoczął nauczanie na wydziale historii Uniwersytetu Kuangsi. W 1941 roku uzyskał tytuł profesora. Wykładał na wielu chińskich uniwersytetach. W 1957 roku opublikował książkę Krótka historia narodowości Zhuang. Również w późniejszym okresie koncentrował się na etnologii Zhuangów, będąc uznanym autorytetem w tej dziedzinie. Opublikował ponad 90 książek i artykułów. Jest jednym z twórców nowoczesnej etnologii chińskiej. Zmarł w wieku 83 lat.

## Publikacje
Dorobek Huanga nie został do tej pory przetłumaczony na język polski. Poniższa lista zawiera tytuły angielskie z polskimi tłumaczeniami:
- Brief Introduction on Tang Dynasty (1936) ("Krótkie wprowadzenie na temat dynastii Tang")
- Save Nation Movement of Tai-Xue students in Song Dynasty (1936)
- Brief History of Zhuang nationality (1957) ("Krótka historia narodowości Zhuang")